# Пореч (Кутјево)
Пореч је насељено место у саставу града Кутјева, у западној Славонији, Република Хрватска.

## Историја
До нове територијалне организације налазило се у саставу бивше велике општине Славонска Пожега.

## Становништво
На попису становништва 2011. године, Пореч је имао 119 становника.
| Националност       | 1991.        |
| Срби               | 228 (91,20%) |
| Хрвати             | 8 (3,20%)    |
| Југословени        | 9 (3,60%)    |
| остали и непознато | 5 (2,00%)    |
| Укупно             | 250          |